# Ory Okolloh

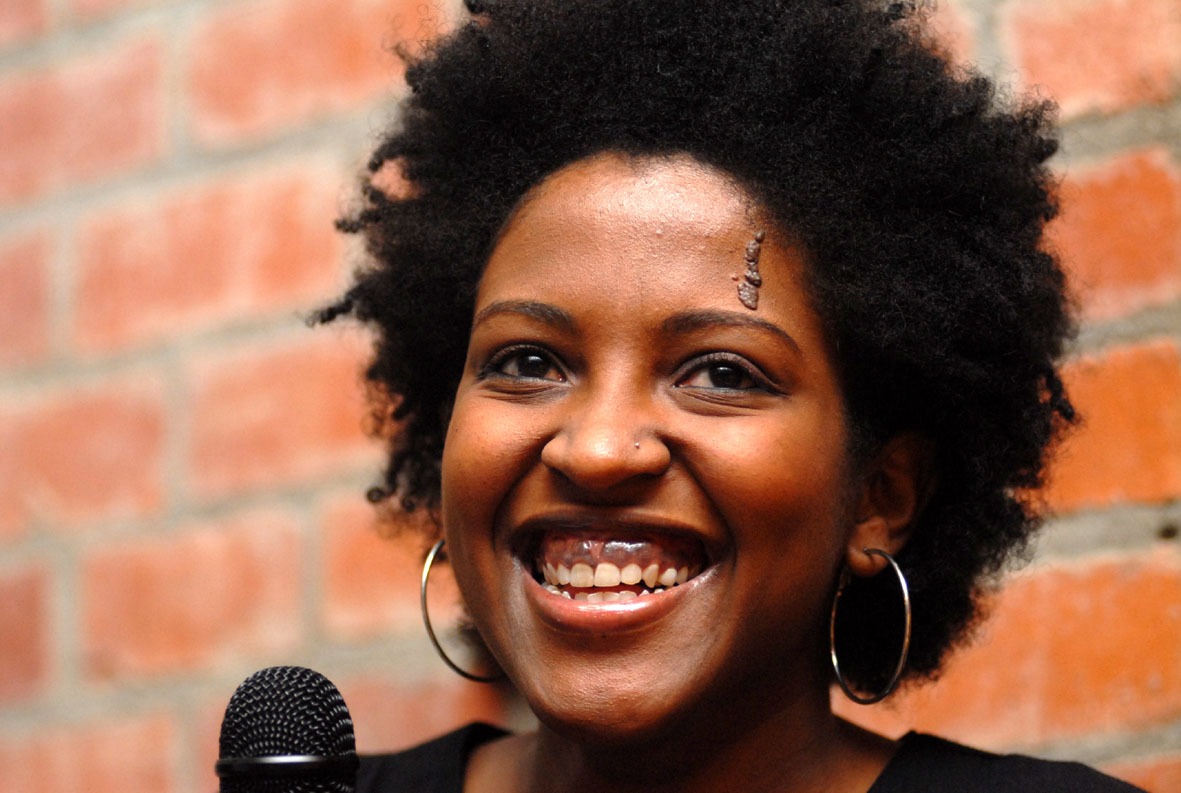
Oro Okolloh (2006)

Ory Okolloh Mwangi (* 1977 in Kenia) ist eine kenianische Juristin, Aktivistin, Bloggerin und Managerin.

## Jugend und Ausbildung
Ory Okolloh wurde in einer relativ armen Familie geboren. Sie berichtete, dass ihre Eltern sie auf eine private Grundschule geschickt hatten, die sie sich „kaum leisten“ konnten, die aber die Grundlage für ihre spätere Karriere gewesen sei. Sie studierte Politikwissenschaften an der University of Pittsburgh und schloss 2005 ein Jurastudium an der Harvard Law School ab.

## Karriere
2006 gründete Okolloh zusammen mit anderen die Internetplattform "Mzalendo" (Swahili: "Patriot"), die als außerparlamentarische Kontrolle der Regierung dienen sollte durch systematisches Berichten über Gesetze, Reden, Parlamentsabgeordnete, die Geschäftsordnung etc.
Als Kenia in der Folge der Präsidentschaftswahl von 2007 in Gewalt versank, schuf Okolloh zusammen mit Erik Hersman, Juliana Rotich und David Kobia das gemeinnützige Technologie-Unternehmen Ushahidi (Swahili: "Zeugnis"), auf dessen Webpräsenz Augenzeugenberichte von Gewalttaten gesammelt und aufgezeichnet wurden unter Verwendung von Texten auf Social Media mit geographischen Zuordnungen auf Google Maps. Die Technologie wurde in der Folge angepasst und kam bei anderen Anlässen (Wahlbeobachtung, Naturkatastrophen, Verfügbarkeit von Medikamenten) und in vielen anderen Ländern zum Einsatz.
Schon während ihres Studiums schrieb Okolloh einen persönlichen Blog, Kenyan Pundit, der auf Global Voices Online erschien.
Sie arbeitete als Rechtsberaterin für NGOs, bei der internationalen Anwaltskanzlei Covington and Burling und der kenianischen Menschenrechtskommission.
Sie ist Mitglied des Weltbank-Commitees zur Ermittlung von Kennzahlen im Bereich staatlicher Aufgaben wie Gesundheit und Bildung.
Von 2011 bis 2013 war sie Leiterin der Strategieabteilung für Afrika von Google.
Sie war Leiterin der Beteiligungsgesellschaften des vom eBay-Gründer Pierre Omidyar 1998 gegründeten philanthropische Unternehmens Omidyar Network.
Okolloh wurde im Mai 2018 in den Beirat der Thomson Reuters Founders Share Company gewählt, welcher über die Einhaltung des Firmenleitbildes zu wachen hat. Im Dezember 2024 schied sie aus dem Unternehmen aus, nachdem sie in ihrem letzten Jahr als stellvertretende Vorsitzende tätig war.
Sie arbeitete als Non Executive Director bei der Stanbic Bank und von April 2020 bis Juli 2024 im Vorstand der Stanbic Bank Foundation Kenya. Zudem arbeitete sie von Februar 2023 bis Juli 2024 als unabhängige Direktorin bei Safaricom. Im Februar 2025 wurde sie in den Vorstand der GSMA Foundation berufen. Sie ist Mitglied des Africa Advisory Board des Centre for African Studies der Harvard University.

## Privates
Ory Okolloh ist verheiratet und lebt zusammen mit ihrem Mann und drei Kindern in der kenianischen Hauptstadt Nairobi.

## Auszeichnungen
- 2011 Auszeichnung als The Most Influential Women in Technology durch das Magazin Fast Company[19]
- 2011 Ernennung zur Young Global Leader des Weltwirtschaftsforums[20]
- 2014 Wahl unter die 100 most influential people in the world durch das Time-Magazine.[21]